# Kallestadsundet bro
60°40′26″N 005°44′05″Ø / 60.67389°N 5.73472°Ø
Kallestadsundet bro er en bro over Veafjorden som forbinder den del af Vaksdal som ligger på Osterøy med fastlandet i Vaksdal kommune i Hordaland fylke i Norge. Broen blev åbnet i 1985 og var den første bro til Osterøy. I 1997 blev Osterøybroen åbnet for trafik som den anden bro til Osterøy.